# ルイス・グルーエンバーグ
ルイス・グルーエンバーグ（Louis Gruenberg、1884年8月3日 - 1964年6月9日 ビバリーヒルズ）は、アメリカ合衆国の作曲家、ピアニスト。

## 生涯
ベラルーシのブレスト＝リトフスクにてロシア系・リトアニア系ユダヤ人の家系に生まれる。ロシア帝国の出身ながらも、生後間もなく（一説によると2歳の頃）家族に連れられアメリカ合衆国に移住する。父親はニューヨークのヴァイオリニストであった。
少年時代よりピアノに才能を示し、8歳のとき、ドヴォルザークが院長を務めるニューヨーク・ナショナル音楽院に入学してアデール・マルグリースにピアノを師事した。演奏者としては、当初よりソリストとしてもアンサンブルでも適性を発揮した。20代前半で渡欧してベルリンとウィーンでフェルッチョ・ブゾーニに師事する。1912年から教育活動と演奏活動に入り、第一次世界大戦までソリストや伴奏者として演奏旅行を行なった。
1919年にアメリカに帰還。同年、交響詩『夢の丘』（The Hill of Dreams）を作曲して称賛され、Flagler Prizeを獲得し、いっそう作曲に没頭できるようになった。作曲家として名を成すにつれ、ジャズに魅了されるようになり、ジャズやラグタイムに強く影響された作品を創るようになった。
1933年から1934年までメトロポリタン歌劇場において、ユージン・オニール原作の表現主義的オペラ『皇帝ジョーンズ』が2シーズンにわたって上演されるも、『タイム』誌においてかなり酷評された。1933年から1936年まで、シカゴ音楽大学（現在はルーズベルト大学の一部）の作曲科の主任教授を務める。その後は家族連れでカリフォルニア州のビバリーヒルズに転居し、映画音楽の作曲も担当している。シカゴのスラム街における出産を描いたドキュメンタリー映画“The Fight for Life”（ペア・ロレンツ監督）の音楽は、アカデミー賞最優秀映画音楽部門にノミネートされた。
1944年にヤッシャ・ハイフェッツの依嘱により、『ヴァイオリン協奏曲』作品47を作曲。ハイフェッツはこれをユージン・オーマンディ指揮フィラデルフィア管弦楽団との共演により初演した後、ピエール・モントゥー指揮サンフランシスコ交響楽団との共演で録音した。
最晩年の20年間は、次第に音楽界や演奏界で孤立するようになった。また渡米後の最晩年のシェーンベルクと親交を持っていた。
グルーンバーグは没年まで現役で作曲活動を続けた。固定した作曲様式にとらわれず、多種多様な作曲技法を取り入れた多作家であった。作品には12のオペラ、オラトリオ『信仰の歌』（A Song of Faith）、バレエ、5つの交響曲、2つのピアノ協奏曲、ヴァイオリン協奏曲、チェロ協奏曲、室内楽曲、歌曲、ピアノ曲などがある。

## 主要作品一覧

### オペラ
- 神々の花嫁（The Bride of the Gods） - ブゾーニ台本（C.H.メルツァー翻訳）、1913年
- 物言わぬ妻（The Dumb Wife） - ラブレーを原作とするアナトール・フランスの戯曲『物言わぬ妻と結婚した男』（The Man Who Married a Dumb Wife）、1923年
- ジャックと豆の木（Jack and the Beanstalk） - ジョン・アースキン台本、1931年
- 皇帝ジョーンズ（The Emperor Jones） - E.オニール原作、作曲者とカトレーン・デ・ヤッファの台本、1931年
- 王妃ヘレン（Queen Helen）1936年
- 緑の邸（Green Mansions） - W.H.ハドソンの小説によるラジオ劇、1937年
- ヘレナの夫（Helena's Husband） P. Moeller台本、1938年
- ヴォルポーネ（Volpone） - ベン・ジョンソン原作、作曲者自身の台本、1945年
- クレオパトラの一夜（One Night of Cleopatra） - テオフィル・ゴーティエ原作、作曲者自身の台本
- 神経質な王様 （The Delicate King -- アレクサンドル・デュマ原作、作曲者自身の台本、1955年
- アントニウスとクレオパトラ（Antony and Cleopatra） -- シェイクスピア原作、作曲者自身の台本、1955年

### 管弦楽曲
- ダニエル・ジャズ The Daniel Jazz, 1925年